# غروتون (ماساتشوستس)
غروتون (بالإنجليزية: Groton, Massachusetts)‏ هي منطقة سكنية تقع في الولايات المتحدة في مقاطعة ميدلسيكس (ماساشوستس). يقدر عدد سكانها بـ 10,646 نسمة ومساحتها 87.3 كم2 وترتفع عن سطح البحر 98 متر.

## أعلام
- شيلي أولدز
- آموس آدامز لورانس
- ويليام بريسكوت
- صموئيل أبوت غرين
- صموئيل دانا
- تيموثي فاولر